# Худ, Лерой
Лерой Эдвард Худ (англ. Leroy Edward Hood; род. 10 октября 1938, Мизула, Монтана) — американский учёный. Труды в основном посвящены биотехнологии, геномике и иммунологии. Разрабатывал устройства для секвенирования (1986) и синтеза (1990-е годы) ДНК. Предложил концепцию четырёх основных задач медицины (медицина предсказывающая, персонализированная, предупреждающая и участвующая).
Доктор медицины (1964) и доктор философии (1968). Член Национальной академии наук США (1982), Национальной медицинской академии США (2003), Национальной инженерной академии США (2007), Американского философского общества (2000) и Американской академии искусств и наук (1982). Основатель, президент и директор Института системной биологии.
Окончил Калтех (бакалавр).
Степень доктора медицины получил в 1964 году в Школе медицины Джонса Хопкинса, а доктора философии по биохимии - в 1968 году в Калифорнийском технологическом институте. В 1970-1992 гг. преподавал в последнем (являлся именным профессором Bowles Professor биологии), в 1981-90 гг. директор онкоцентра. С 1989 г. директор центра молекулярной биотехнологии, с 1992 года - в Вашингтонском университете (по 2000), где также именной профессор (William Gates III Professor) и зав. кафедрой молекулярной биотехнологии.
Член редколлегий Biological Regulation and Control; Journal of Molecular Evolution; Proteins: Structure, Function and Genetics; Genomics; BioTechniques; Current Opinion in Biotechnology, Human Mutation.
Соавтор Biochemistry: A Problems Approach; Molecular Biology of Eucaryotic Cells; Immunology; Essential Concepts in Immunology. Автор более 430 статей.
Автор термина «превентивная медицина».

## Отличия
- Ricketts Medal Чикагского университета (1980)
- 3M Life Sciences Award (1984)
- California Scientist of the Year Award (1985)
- Louis Pasteur Award for Medical Innovation (1987)[9]
- 1987 — Премия Альберта Ласкера за фундаментальные медицинские исследования[12]
- 1988 — Премия Диксона
- Commonwealth Award of Distinguished Service (1989)
- Cetus Award for Biotechnology (1989)
- Beering Award (1989)[13]
- American College of Physicians Award (1990)
- 1999 — Эрстедовская лекция
- 2002 — Премия Киото[14]
- 2003 — Премия Лемельсона[15]
- 2004 — Шрёдингеровская лекция (Имперский колледж Лондона)
- 2004 — Biotechnology Heritage Award[англ.]
- 2006 — Премия Хайнц[англ.]
- 2007 - Национальный зал славы изобретателей (США)
- 2008 — Pittcon Heritage Award[англ.]
- 2010 — Премия Кистлера[англ.]
- 2011 — Премия Фрица и Долорес Расс[англ.]
- 2011 — Национальная научная медаль США[16]
- 2014 — Медаль за новаторство в медицинских технологиях (IEEE)[англ.]
- NAS Award for Chemistry in Service to Society[нем.] (2017)
- IRI Medal[нем.] (2019)
- Clarivate Citation Laureate по химии (2019)
- Rabbi Shai Shacknai Memorial Prize